# Rue Étienne-Dolet (Paris)
Pour les articles homonymes, voir Rue Étienne-Dolet, Étienne Dolet et Dolet.
Cet article possède un paronyme, voir Malakoff - Rue Étienne-Dolet (métro de Paris).
La rue Étienne-Dolet est une rue située dans le quartier de Ménilmontant, dans le 20e arrondissement de Paris, en France.

## Situation et accès
Elle mène vers la place Maurice-Chevalier et l'église Notre-Dame-de-la-Croix de Ménilmontant.
La rue Étienne-Dolet est desservie par la ligne 2 à la station Ménilmontant.

## Origine du nom

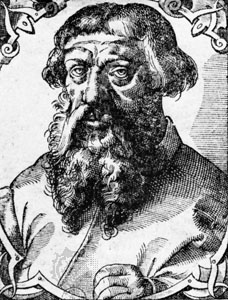
Étienne Dolet.

La rue porte le nom de l'écrivain, poète, imprimeur et humaniste français Étienne Dolet (1509-1546), qui fut étranglé puis brûlé avec ses livres sur la place Maubert, le 3 août 1546, pour « hérésie et athéisme » après avoir publié un extrait traduit de Platon niant l'existence de l'âme. Ce nom lui fut donné par les anticléricaux de la Troisième République, parce qu’elle mène à une église.

## Historique
Cette voie est ouverte par un décret du 29 avril 1878 et prend sa dénomination actuelle par un arrêté du 16 août 1879.
La partie qui débouchait sur la rue du Liban a été détachée de la rue pour former, en 1978, la place Maurice-Chevalier.

## Bâtiments remarquables et lieux de mémoire
- No 29 : station Vélib'.
- No 31 : école élémentaire Étienne-Dolet.